# 토끼와 거북이

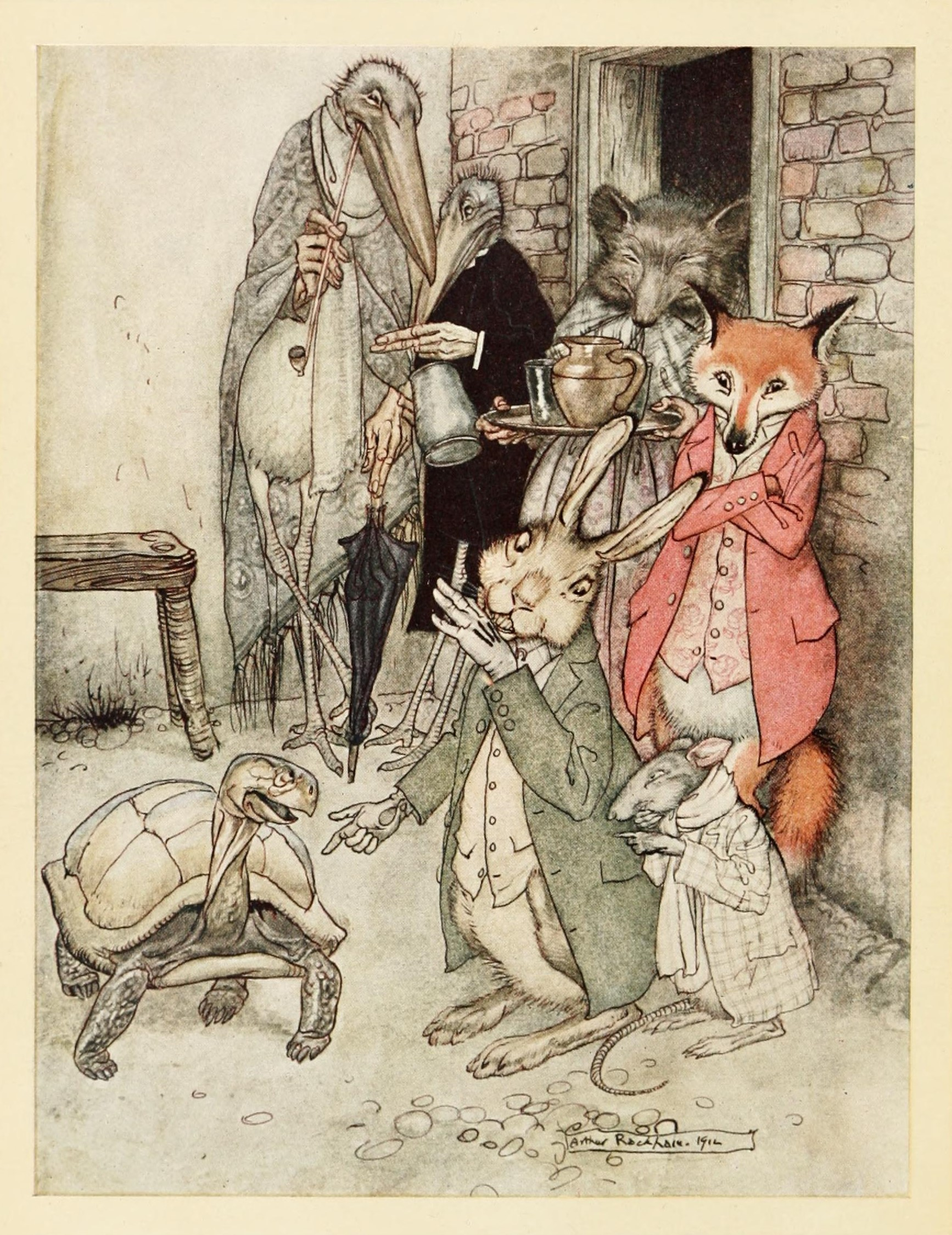
1912년 아서 래컴이 그린 《이솝 우화》에 수록된 《토끼와 거북이》

《토끼와 거북이》는 이솝 우화에 나오는 우화이다.

## 요약
옛날 옛적에, 토끼와 거북이가 살고 있었다. 토끼는 매우 빨랐고, 거북이는 매우 느렸다. 어느날 토끼가 거북이를 느림보라고 놀리고 내가 제일 달리기가 빠르다고 잘난 척을 하자, 거북이는 자극을 받고 토끼에게 달리기 경주를 제안하였다. 경주를 시작한 토끼는 거북이가 한참 뒤쳐진 것을 보고 안심을 하고 중간에 낮잠을 잔다. 그런데 토끼가 잠을 길게 자자 거북이는 토끼를 지나친다. 잠에서 문득 깬 토끼는 거북이가 자신을 추월했다는 사실을 깨닫게 되고 빨리 뛰어가보지만 결과는 거북이의 승리였다. "천천히 노력하는 자가 승리한다"는 교훈이 담겨 있는 이야기다. 이러한 교훈을 통해 우리는 헛된 삶을 살지 않게 노력해야 된다는 것을 느끼게 된다.
이처럼 토끼와 거북이는 교훈을 주는 옛날 동화이자 우화이다. 토끼는 똑똑하나 게으르고 교만 사람, 거북이는 똑똑하지는 못하나 겸손하고 성실한 사람을 상징한다. 초등학교 시간에 토론으로 자주 사용된다. 하지만 서양에선 반대로 거북이가 토끼를 보고도 그냥 뛰어갔기에 공정하지 않으므로 거북이가 더 나쁘다고 하는 경우도 있다. 즉, 토끼와 거북이가 등장할 경우 이 토끼가 어리석거나 나쁘다는 것처럼 보이게 된다. 반면 이 토끼에게 뒤떨어지기도 하는 거북이는 게으름없이 부지런하고 성실한 주인공으로 등장하는 것이다.

## 같이 보기
- 아킬레스의 논증
- 이솝 우화